# Сильвестрини, Акилле
Акилле Сильвестрини (итал. Achille Silvestrini; 25 октября 1923, Бризигелла, королевство Италия — 29 августа 2019, Ватикан) — итальянский куриальный кардинал, ватиканский дипломат и доктор обоих прав. Титулярный архиепископ Новаличианы с 4 мая 1979 по 28 июня 1988. Секретарь Совета по общим делам Римской курии с 4 мая 1979 по 28 июня 1988. Префект Верховного Трибунала Апостольской Сигнатуры с 1 июля 1988 по 24 мая 1991. Префект Конгрегации по делам Восточных Церквей и великий канцлер Папского Восточного Института с 24 мая 1991 по 25 ноября 2000. Кардинал-дьякон с титулярной диаконией Сан-Бенедетто-фуори-Порта-Сан-Паоло с 28 июня 1988. Кардинал-священник с титулом церкви pro hac vice Сан-Бенедетто-фуори-Порта-Сан-Паоло с 9 января 1999.

## Ранняя жизнь, образование и священство
Родился Акилле Сильвестрини 25 октября 1923 года, в Бризигелле, что в диоцезе Фаэнца, Итальянское королевство. Получил образование в семинарии Фаэнцы, в Болонском университете (докторантура в классической филологии), а также в Папском Латеранском университете, в Риме (докторантура in utroque iuris, в каноническом и гражданском праве) и Папской Церковной Академии, там же.
Обучаясь в Риме, Сильвестрини был рукоположён в священника 13 июля 1946 года, рукоположение состоялось в кафедральном соборе Фаэнцы, епископом Фаэнцы Джузеппе Батталья. И после нескольких лет 1946—1953 годах продолжения своего образования в Риме, через обучение богословию, каноническому праву и истории Церкви, Сильвестрини начал свою очень длинную карьеру в Государственном секретариате Святого Престола.

## Куриальный сановник

### Ватиканский дипломат
1 декабря 1953 года поступил на дипломатическую службу Святого Престола, секция чрезвычайных церковных дел Государственного секретариата Святого Престола; отвечал за дела Вьетнама, Китая, Индонезии и юго-восточной Азии в общем. Тайный внештатный камергер с 1 декабря 1957 года и с 28 октября 1958 года.
Ко времени смерти папы римского Пия XII он был известным служащим Государственного секретариата Ватикана, а после того, как избрали папу римского Иоанна XXIII в 1958—1969 годах Сильвестрини стал личным секретарём кардиналов Доменико Тардини и Амлето Джованни Чиконьяни — Государственных секретарей Святого Престола. Почётный прелат Его Святейшества с 21 декабря 1965 года.
При папе римском Павле VI, он продолжал быть личным секретарём кардинала Жана-Мари Вийо. В Совете по общим делам Церкви в 1969—1979 годах; отвечал за секцию по международным организациям, миру, разоружению и правам человека; посетил Москву с Агостино Казароли, титулярным архиепископом Картаджине, секретарём Совета по общим делам Церкви, чтобы поставить подпись для присоединения Святого Престола к договору о нераспространении ядерного оружия в 1971 году; помощник-делегат для консультаций в Хельсинки, чтобы готовить конференцию по безопасности и сотрудничеству в Европе в 1971 году.
Участвовал во всех стадиях конференции в Хельсинки и Женеве; помощник главы делегации воссоединения в Белграде для проверки и развития Заключительного хельсинкского акта в 1977 году; глава делегации Святого Престола на конференции Организации Объединённых Наций по использованию в мирных целях ядерной энергии, в Женеве, 1971 год, и на конференции по согласию с договором относительно нераспространения ядерного оружия, так же в Женеве, 1972 год. Заместитель секретаря по общим делам Церкви с 28 июля 1973 года. Капеллан Его Святейшества с 1 декабря 1977 года. Его опыт был учтён приглашением Иоанна Павла II занять крупный пост в Курии, после того, как он стал папой римским в 1978 году.

### Титулярный архиепископ
4 мая 1979 года назначен титулярным архиепископом Ночалицианы и секретарём Совета общих дел Церкви. Хиротонисан во епископа 27 мая 1979, а патриаршей Ватиканская базилике, папой римским Иоанном Павлом II, которому помогали Эдуардо Мартинес Сомало — заместитель Государственного секретаря по общим вопросам и Дурайсами Симон Лурдусами — бывший архиепископ Бангалора, секретарь Священной Конгрегации Евангелизации Народов, которые должны были играть важные административные роли в длинном понтификате Иоанна Павла II. На этой же самой церемонии был посвящён Джон Джозеф О’Коннор, будущий архиепископ Нью-Йорка и кардинал.

### Пересмотр Латеранских соглашений
Глава ватиканской делегации по пересмотру Латеранских соглашений с итальянским правительством в 1979—1984 годах. Он тогда направил свои центральные усилия в период следующих пяти лет на возобновление Латеранских соглашений относительно их пятидесятой годовщины, и его дипломатические навыки разрешили ему подписать пересмотренное соглашение, которое отразило быструю секуляризацию Италии начиная с 1960-х годах.

### Миротворец и переговорщик
Ватиканский представитель на встрече по европейской безопасности и сотрудничества, в Мадриде, в 1980—1983 годах; на Мальте, 1981 год; по кризису на Фолклендских островах, в Буэнос-Айресе, 1982 год; в Никарагуа и Сальвадоре, 1983 год; на Гаити для модификации конкордата, 1984 год. К X годовщине подписания Заключительного акта Совещания по безопасности и сотрудничеству в Европе, Хельсинки, 1985 год; на Мальте для соглашения по религиозным школам, 1985 год; в Ливане и Сирии, 1986 год; на Мальте для вопросов относительно государственно-церковных отношений, 1986 год; в Польше, 1987 год.

## Кардинал

### Кардинал-префект
Возведён в кардиналы-дьяконы на консистории от 28 июня 1988 года и получил кардинальскую шапку и титулярную диаконию Сан-Бенедетто-фуори-Порта-Сан-Паоло. Префект Верховного Трибунала Апостольской Сигнатуры с 1 июля 1988 года. Префект Конгрегации по делам восточных церквей и великий канцлер Папского Восточного Института с 24 мая 1991 года. Возведён в сан кардинала-священника и его диакония была повышена pro hac vice до титулярной церкви с 9 января 1999 года.

### Папабиль
Когда, в середине 1990-х, начались самые ранние спекуляции относительно того, кто наследовал бы за Иоанном Павлом II, Сильвестрини был популярным выбором среди либеральных наблюдателей, потому что он был замечен как человек в большей мере умеренного стиля Павла VI, чем скорее бескомпромиссого стиля Иоанна Павла II. Хотя всегда отмечалось ватиканскими наблюдателями, что его возраст будет очень слабым шансом для этого.

### Разное
В 1993 году кардинал Сильвестрини посетил кинорежиссера Федерико Феллини на смертном одре и был предстоятелем на его заупокойной мессе.
В 1999 году Сильвестрини был папским представителем на похоронах короля Иордании Хусейна. Он удалился со своего поста префекта Конгрегации и великого канцлера 25 ноября 2000 года.
В мае 2001 года, когда кардинальская консистория обсуждала роль и эффективность Синода епископов, Сильвестрини был среди критиков. Он назвал их «монологи без дискуссий или ответов».
25 октября 2003 года, когда ему исполнилось восемьдесят лет и таким образом он стал кардиналом-невыборщиком, то есть потерявшим право участия и голоса на Конклаве, Сильвестрини стал известен, наряду со своим давним коллегой-кардиналом Джованни Кели, самым сильным критиком этого правила среди кардиналов, которым больше восьмидесяти лет в период Конклава 2005 года. Сильвестрини фактически не принимал никакого участия в этом Конклаве даже в период предконклавных обсуждений.
Он присутствовал при смерти папы Иоанна Павла II. В дни перед Конклавом, который избрал Папу римского Бенедикта XVI, он сказал, что следующий папа должен будет рассмотреть отношения между Папой и епископами мира. Он сказал: «Больше, чем разделения, есть ощущение дистанции. Епископы чувствуют себя немного далекими от того, что происходит в Риме». Он предложил создать избранный консультативный совет епископов для содействия «коллегиальности» между ними, Папой и римской курией.
В 2010 году он представил свою оценку действий Папы Пия XII во время Второй мировой войны, с которым он работал в течение многих лет, начиная сразу после войны. Он сказал:

В этот трагический период [Пий] беспокоился о немцах покидающих Рим в мире и уважающих его священный характер. Это был не выбор против евреев, потому что Папа считал, что жест протеста был бы контрпродуктивным. В то же время, однако, он работал над тем, чтобы как можно больше евреев были защищены в церквях и католических учреждениях … Пий XII считал, что то, что случилось с голландскими епископами, предупреждал не делать то же самое. Голландский епископат написало письмо, в котором осудил «беспощадное и несправедливое обращение, предназначенное для евреев» … Намерения были самыми лучшими, но результаты были катастрофическими … Это была именно та страна, где священники и епископы наиболее громко осудили антиеврейские преследования, но в которой было больше всего депортаций, чем в любой другой стране Западной Европы.
После избрания Папы Франциска в 2013 году он сказал, что Церковь должна «начать со Второго Ватиканского собора, со всего, что еще не было реализовано и должно было быть достигнуто». Он назвал работу Собора и планы Папы Иоанна XXIII «незавершенной задачей» и сказал, что Церкви необходим «новый язык для общения с человечеством сегодня, и в частности с новыми поколениями, и давать адекватные ответы на современность».
Когда Папа Франциск назвал своих первых кардиналов в 2015 году, некоторые думали, что Сильвестрини повлиял на выбор Эдоардо Меникелли, архиепископа Анкона-Озимо, который работал на Сильвестрини в двух назначениях в Римской курии.
С 2016 года он был председателем Фонда Доменико Тардини, который был основан в 1946 году для поддержки военных сирот.